# خسوس ماریا زامورا
خسوس ماریا زامورا (به اسپانیایی: Jesús María Zamora) بازیکن فوتبال اهل اسپانیا است که از سال ۱۹۷۸ تا ۱۹۸۲ میلادی عضو تیم ملی فوتبال اسپانیا بوده و در ۳۰ بازی ملی حضور داشته‌است. او در بازی‌های ملی‌اش ۳ گل به ثمر رساند.